# Cătălin Bursaci
Cătălin Bursaci (n.  17 aprilie 1957, Sinaia — d. 24 iunie 1975, Craiova) a fost un scriitor român, fiul actorului Andrei Bursaci și al scriitoarei și actriței Cristina Tacoi.
Cătălin a sfârșit răpus de leucemie la vârsta de 18 ani și este înmormântat la Plenița, comuna în care a copilărit, alături de mama și tatăl său.
O parte a scrierilor sale au fost reunite sub forma unui jurnal intitulat Prima carte, ultima carte, publicat pentru prima dată postum, în anul 1977. Cartea a produs o puternică impresie emoțională la momentul apariției ei. „E un jurnal de muribund zgâriat ca în timpul bombardamentelor și cutremurelor direct cu unghiile morții și ale vieții insultate.”

## Opera
Prima carte, ultima carte este singura operă a lui Cătălin Bursaci.
Lucrarea reunește o serie de scrisori, eseuri, povestiri și note de jurnal adunate de către mama sa, scriitoarea și actrița Cristina Tacoi, ce se întind pe o perioadă de 10 ani (1965 - 1975). Cartea a fost publicată pentru prima dată postum, la Editura Albatros din București, în anul 1977, având un tiraj de 110.000 exemplare . Este însoțită de un „Argument” semnat de Mircea Sântimbreanu.
Primele însemnări sunt scurte scrisori trimise de Cătălin părinților la vârsta de 8 ani, pentru ca mai apoi scrierile sale să devină tot mai mature pe parcursul cărții. Sunt prezentate și o serie de scrisori de dragoste, scurte scenarii (Cătălin își dorea să devină regizor), precum și poze, schițe, desene, picturi și vitralii realizate de-a lungul timpului. 
Spre final, cartea devine un jurnal în care Cătălin rememorează amintiri plăcute din copilărie și totodată documentează evoluția bolii, multiplele complicații și intervenții chirurgicale, precum și amplificarea durerilor caracteristice fazelor terminale ale cancerului. Ultimele note sunt făcute la mai puțin de 24 de ore înainte de deces, „infernale stenograme dintr-o suferință imoral de crudă și de oarbă”.
Cartea a fost reeditată la Editura Albatros (1987) și Editura Eminescu (2001, ediția a treia adăugită, cu o postfață de Andrei Pleșu). A fost tradusă în limbile maghiară (Első könyv / Utolsó könyv, 1980), poloneză (Pierwsza książka, ostatnia książka, 1982) și germană (Erstes Buch - letztes Buch, 1988).

## In memoriam
În localitatea Plenița din județul Dolj există o fundație culturală și o stradă care poartă numele lui Cătălin Bursaci.